# بوبي وارشاو
بوبي وارشاو (بالإنجليزية: Bobby Warshaw)‏ (21 نوفمبر 1988 في الولايات المتحدة - ) هو لاعب كرة قدم أمريكي في مركز الوسط. شارك مع منتخب الولايات المتحدة تحت 17 سنة لكرة القدم. أما مع النوادي، فقد لعب مع نادي دالاس وBærum SK ‏ وÄngelholms FF ‏ وHønefoss BK ‏ وغايس غوتنبرغ ونادي بان.

## روابط خارجية
- بوبي وارشاو على موقع اتحاد السويد (السويدية)
- بوبي وارشاو على موقع الدوري الأمريكي (الإنجليزية)
- بوبي وارشاو على موقع قاعدة بيانات كرة القدم.إي يو (الإنجليزية)
- بوبي وارشاو على موقع Soccerway.com (الإنجليزية)